# Fuentea poculifer
Fuentea poculifer är en mångfotingart som beskrevs av Broelemann 1920. Fuentea poculifer ingår i släktet Fuentea och familjen Opisthocheiridae. Inga underarter finns listade i Catalogue of Life.